# Rauch Möbelwerke
Rauch Möbelwerke ist ein deutscher Möbelhersteller mit Sitz in Freudenberg am Main in Baden-Württemberg. Rauch wurde 1897 gegründet und zählt zu den größten Herstellern von Schlafzimmermöbeln und Schrankprogrammen in Europa. Sämtliche Produkte werden ausschließlich in Deutschland gefertigt und europaweit über den stationären Möbelhandel sowie über den Online-Handel vertrieben.

## Geschichte
1897 gründet Wendelin Rauch einen Schreinerbetrieb. 1927 steigt mit seinem Sohn Otto die zweite Generation in den Betrieb ein. Nach dem Zweiten Weltkrieg übernehmen die drei Enkel des Firmengründers die Leitung des Unternehmens. In den 1950er Jahren fokussiert sich die Firma auf die Herstellung von Schlafzimmermöbeln und wird damit erfolgreich, 1953 sind die Möbel von Rauch erstmals auf der internationalen Möbelmesse in Köln zu sehen. 1958 steht der Kauf eines Spanplatten-Werkes an, das Rauch seitdem die eigenständige Produktion von Spanplatten ermöglicht. 1963 beschäftigt Rauch bereits mehr als 500 Mitarbeiter. 
Anfang der 1970er Jahre entsteht neben einem neuen Verwaltungsgebäude auch ein neues Werk, mit dem sich die Produktionsflächen um 50.000 m² erweitern. Die Mitarbeiterzahlen belaufen sich 1973 schon auf über 1000. Im Jahr 1977 findet erstmals die Hausmesse in Freudenberg für Kunden aus dem In- und Ausland statt. Zwei Jahre später kauft Rauch die heutige Produktionsstätte Möbelwerke Bürgstadt. 1999 entstehen die drei Sortimentsmarken Dialog, Pack's und Select (früher Select-Art). 2009 übernimmt das Unternehmen den Schlafzimmermöbel-Hersteller Steffen und integriert diesen in die Rauch Unternehmensgruppe. Mittlerweile ist das Unternehmen in der 4. Generation in Familienhand und beschäftigt 1600 Mitarbeiter. Im Jahr 2020 gliedert das Unternehmen sein Sortiment neu und ersetzt die vier bisherigen Sortimentslinien durch die drei Marken rauch BLACK, rauch ORANGE und rauch BLUE.

## Struktur
Rauch Möbelwerke ist Teil der Unternehmensgruppe Rauch GmbH & Co. KG (Holding). Zur Rauch-Unternehmensgruppe gehören:
- Rauch Möbelwerke GmbH (Produktion und Vertrieb),
- Möbelwerke Bürgstadt GmbH (Produktion) und
- Möbelwerke Mastershausen GmbH (Produktion)

## Produkte und Marken
Das Unternehmen fertigt Kastenmöbel und ist spezialisiert auf Schlafzimmermöbel wie Schranksysteme, Betten, Kommoden und Jugendzimmer im unteren und mittleren Preissegment. Das Sortiment unterteilt sich in drei Marken: "rauch BLACK - Möbel von Wert" sowie "rauch ORANGE - Möbel. Fürs Leben." werden im Fachhandel vertrieben, "rauch ORANGE - Möbel. Fürs Leben" sowie "rauch BLUE - Möbel. Einfach gut." werden über den Online- und Versandhandel sowie im Mitnahme-Möbel/SB-Handel verkauft.

## Vertrieb
Die Produkte werden von über 5600 Kunden im In- und Ausland im Fachhandel und/oder im Mitnahme-Bereich vertrieben. Die Export-Quote liegt bei über 30 %. Hauptabsatzmärkte sind West-Europa und angrenzende, osteuropäische Länder. 

## Auszeichnungen
Seit 1994 tragen Möbel von Rauch das Umweltzeichen Blauer Engel für wohngesunde Möbel. Im Jahr 2009 wurden zahlreiche Produkte mit dem Qualitätszeichen der Deutschen Gütegemeinschaft Möbel Goldenes M für besonders gute Gebrauchseigenschaften ausgezeichnet. Rauch-Möbel aus dem Baby-Segment haben das GS-Zeichen für geprüfte Sicherheit. Das zuliefernde Spanplattenwerk EGGER Holzwerkstoffe Markt Bibart GmbH nutzt für die Herstellung der Spanplatten frische Schwach- und Bruchhölzer. Die eingesetzten Holzwerkstoffe unterliegen den Anforderungen nach dem PEFC-Zertifikat für nachhaltige Forstwirtschaft. 2014 erhielten die Rauch Möbelwerke den Deutschen Nachhaltigkeitspreis in der Kategorie Deutschlands nachhaltigste Unternehmen mittlerer Größe 2014. Im Oktober 2015 wurden alle Unternehmen der Rauch Gruppe mit dem Programme for the Endorsement of Forest Certification Schemes (PEFC) ausgezeichnet.

## Engagement
Das Altenpflegeheim Otto-Rauch-Stift mit der Caritas als Träger gehört ebenso zum sozialen Engagement von Rauch wie der kleine, unternehmenseigene Zoo mit freiem Eintritt und das Rauch Museum, das regelmäßig Ausstellungen und Veranstaltungen zur Möbelgeschichte bietet.

## Standorte
Der Unternehmenshauptsitz ist seit der Gründung in Freudenberg am Main. Produktionsstätten gibt es neben Freudenberg noch in Bürgstadt und in Mastershausen.

## Kartellabsprachen
Das Bundeskartellamt verhängte 2011 Geldbußen in Höhe von rund 42 Millionen Euro wegen Preisabsprachen zwischen vier Herstellern von Holzprodukten, darunter Glunz, Pfleiderer, Kronoply sowie dem Spanplattenwerk der Rauch Möbelwerke, welches 2023 an die Egger Group verkauft wurde. Der Egger Gruppe wurde eine Strafe aufgrund der Bonusregelung erlassen.